# Santuario della Madonna del Bosco (Spino d'Adda)
Il santuario dell'Annunciazione di Maria Santissima, più noto come santuario della Madonna del Bosco (in dialetto cremasco: santüare dala Madòna dal Bósch) è un luogo di culto mariano situato a Spino d'Adda.
Il santuario si trova lungo un'antica strada campestre che collega Spino d'Adda a Barbuzzera. Dai primi anni sessanta è venuto a trovarsi a circa 200 metri dalla nuova strada paullese.

## Storia
Nel luogo dove ora sorge il santuario verso la metà del Trecento esisteva un'edicola campestre. Un uomo, Alessandro Ciseri, fu catturato da gendarmi ed incantenato; mentre veniva trasportato per essere rinchiuso nelle carceri di Lodi una volta giunto in prossimità dell'immagine religiosa le catene si spezzarono ed il Ciseri poté fuggire.
Di seguito l'uomo ritornò presso l'edicola e depose le manette e la catena quale ex voto (conservate fino alla seconda metà del XX secolo, quando sparirono a seguito di un furto). Il fatto attirò l'attenzione di numerosi fedeli che finanziarono con oblazioni la costruzione di una chiesa.

## Caratteristiche
L'ingresso della chiesa è anticipato da un pronao, con motivo a serliana, che copre un portale affiancato da due finestre. Sopra si apre una finestra con arco ribassato che dà luce all'interno; il timpano è triangolare.
L'interno è a navata unica, ma la zona presbiteriale si articola su due livelli, soluzione insolita per i santuari mariani della provincia di Cremona. La parte alta del presbiterio, cui si accede tramite due scale laterali, presenta un ciclo di affreschi del XVI secolo attribuiti a Callisto Piazza o alla sua bottega: l'Assunzione di Maria, la Visitazione, la Presentazione, l'Adorazione dei pastori, l'Adorazione dei Magi.
Una tela di Callisto Piazza che raffigurava l'Annunciazione, è stata trafugata.
Il livello inferiore del presbiterio, lo scurolo, è dotato di abside con l'immagine miracolosa della Madonna col Bambino; sulle pareti si trovano anche l'antica immagine dell'edicola campestre nonché stucchi dipinti che raffigurano Sant'Anna, la Madonna e il Bambin Gesù, la Visitazione, il Padre Eterno, l'Assunzione e l'Immacolata Concezione.
Lungo l'accesso alla cripta sono posti due affreschi del XVII secolo: san Fermo (o forse san Rustico o san Defendente) e san Giacomo.
Le tele delle pareti laterali dell'aula sono opere moderne di Erminio Merisi.
Le tele antiche e un crocifisso ligneo quattrocentesco che adornavano il santuario sono state trasferite presso la chiesa parrocchiale per sottrarle al pericolo di furto.

## Curiosità
Nei suoi esterni è stato ambientato parte del videoclip musicale del brano I treni di Tozeur cantato in duo da Franco Battiato ed Alice nel 1984.

## Galleria d'immagini

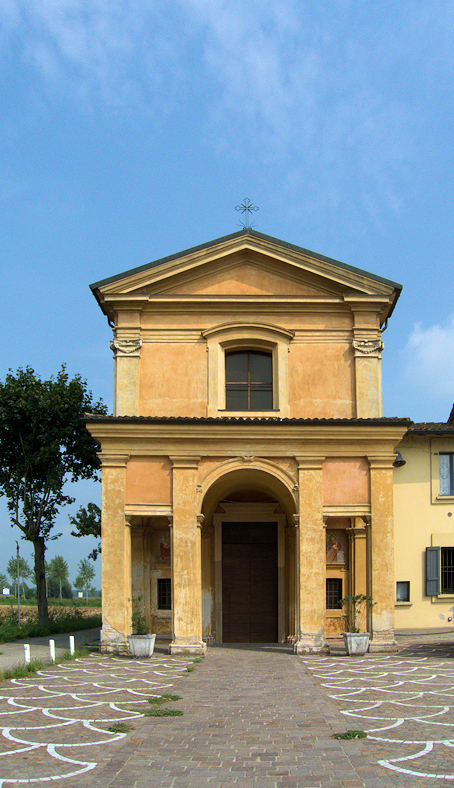
La facciata
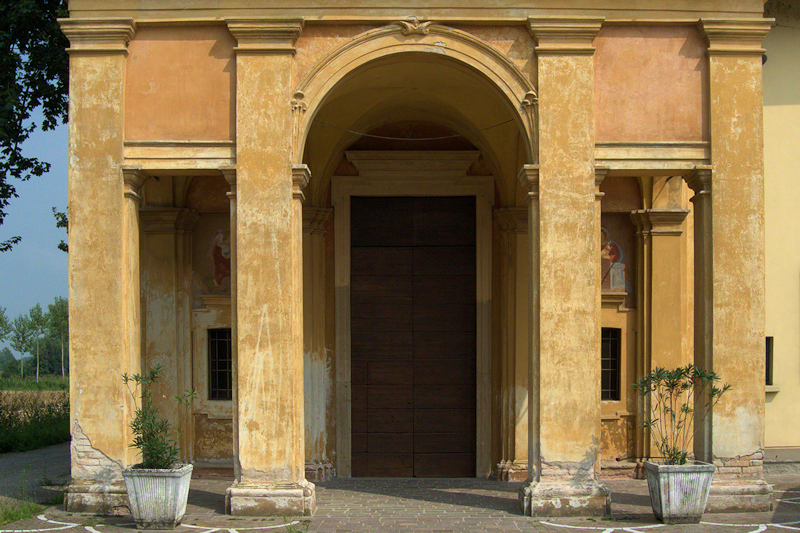
Il pronao